# Mohawk (Sprache)
Mohawk /ˈmoʊhɔːk/ bezeichnet die Sprache des gleichnamigen nordamerikanischen Volkes der Mohawk, die sich selbst Kanien’kéha (Aussprache: [ɡa.njʌ̃ʔ.ˈɡe.ha]) mit der Bedeutung „Sprache der Feuersteinleute“ nennen. Sie gehört zur Familie der irokesischen Sprachen.

## Verbreitungsgebiet heute

### Nordosten der Vereinigten Staaten
Mohawksprecherinnen und -sprecher leben heute in Siedlungen über den gesamten Staat New York verstreut, darunter in Ganienkeh und Kanatsiohareke.

### Kanada
Mohawksprecher leben im Südosten Kanadas in Akwesasne (St. Regis) entlang der Ontario-New-York-Staatsgrenze, in Kanesatake (Oka) und Kahnawake im südlichen Quebec in der Nähe von Montreal sowie in Tyendinaga (Nähe Kingston) und Wahta (Gibson) im südlichen Ontario. Des Weiteren bilden die Mohawk die größte Gruppe in dem gemischten Iroquois Reservat, Six Nations of the Grand River, in Ontario.

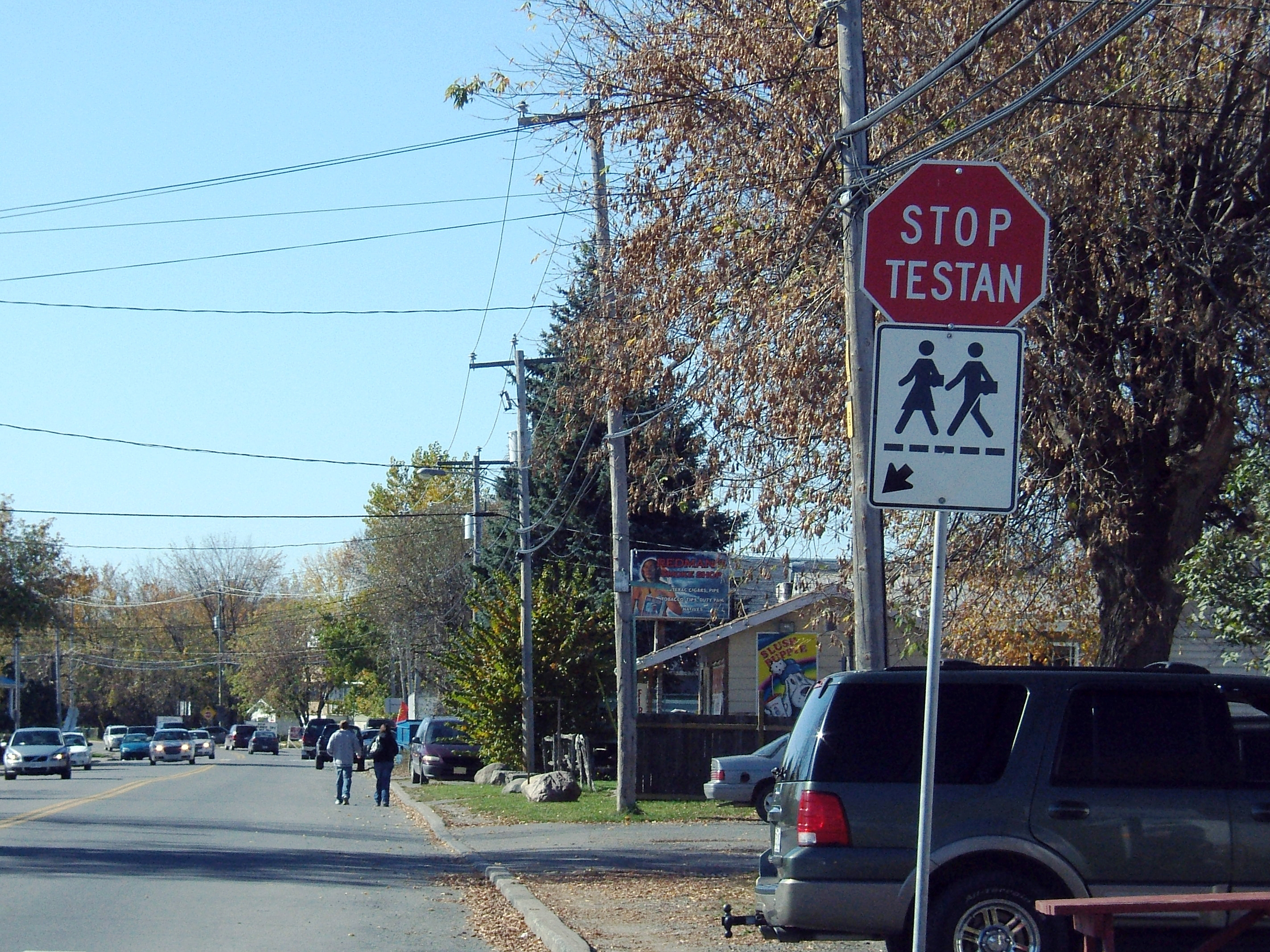
Zweisprachiges Stoppschild in Kahnawake

## Sprecheranzahl
Von den etwa 35 000 Mitgliedern des Mohawk-Volkes sprechen nach unterschiedlichen Quellen wie z. B. dem Ethnologue etwa 3500 noch Mohawk. In der Volkszählung in Kanada von 2011 gaben 540 an, Mohawk als Muttersprache zu sprechen. Insgesamt sollen etwa weitere 3000 Sprecher Mohawk benutzen und einige hundert es als Zweitsprache neben Englisch beherrschen. An der Mohawk Survival School in Kahnawake erfolgt der Schulunterricht zu großen Teilen auf Mohawk.

## Sprachbeispiel
| Deutsch | Mohawk   |
| ------- | -------- |
| Hund    | é:rhar   |
| Mädchen | ieksá:'a |
| Mann    | rón:kwe  |
| Wolf    | ohkwaho  |

## Dialekte
Mohawk besteht aus drei Dialekten: Westliches Mohawk (Ohswé:ken und Kenhté:ke), Zentrales Mohawk (Ahkwesáhsne) und Östliches Mohawk (Kahnawà:ke und Kanehsatà:ke); die Unterschiede sind weitgehend phonologisch aufgrund der Wohngebiete des Stammes im 18. Jahrhundert. Die Aussprache von /r/ und anderen Konsonantenclustern variiert in den Dialekten.

## Sprachtypologie
Grundlage des Mohawk ist ein polysynthetischer Sprachbau mit Vokalen unterschiedlicher Tonhöhe.

### Betonung, Länge und Tonhöhe von Vokalen
Betonung, Vokallänge und Tonhöhen werden im Mohawk miteinander verbunden. Es gibt drei Arten von betonten Vokalen: der kurze-hohe Ton, der lang-steigende Ton und der lang-fallende Ton. Tonhöhen werden immer verschriftlicht und nur einmal im Wort markiert.
- Der kurze-hohe Ton wird meist in geschlossenen Silben oder vor /h/ verwendet. Er wird mit einem Akut geschrieben: Frucht káhi, Straße oháha.
- Der lang-steigende Ton kommt meist in offenen Silben vor. Er wird aus einer Kombination von Akutakzent und Doppelpunkt geschrieben: Stadt kaná:ta, Mann rón:kwe. Folgt ihm ein langer Nasallaut, erscheint der Doppelpunkt nach dem n.
- Der lang-fallende Ton ist das Ergebnis der Wortbetonung auf einen Vokal, der vor /ʔ/ oder /h/ + einem Konsonanten steht. Allerdings gibt es hierfür Ausnahmen. Der zugrundeliegende Knacklaut /ʔ/ oder /h/ wird wieder benutzt, wenn die Betonung an anderer Stelle gesetzt wird. Dieses Phänomen wird dann durch einen Gravis mit Doppelpunkt gekennzeichnet: Magen onekwèn:ta (von /onekwʌ̃ʔta/).[5][6]

## Orthografie

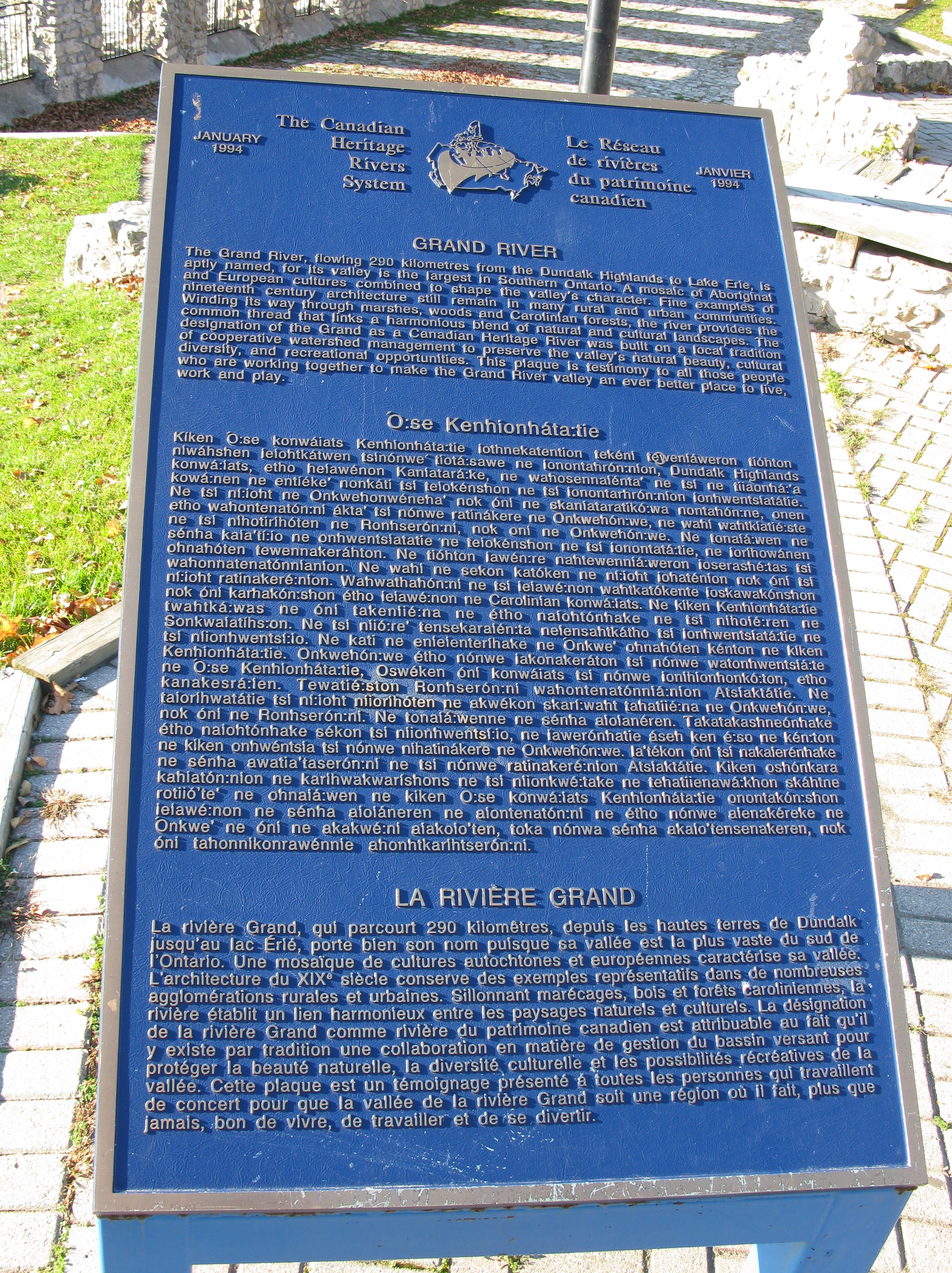
Dreisprachiges Schild auf Englisch, Mohawk und Französisch, das den Grand River beschreibt, aufgestellt in Galt, Cambridge, Ontario

Das Alphabet der Mohawk besteht aus: a e h i k n o r s t w y zusammen mit ’ und :. Die Rechtschreibung wurde 1993 standardisiert. Der Standard erlaubt Schreibvarianten je nach Dialekt, besonders die Konsonantencluster /ts(i)/, /tj/ und /ky/ können in jedem Dialekt gemäß der dort geltenden Aussprache anders realisiert werden.
- Der Knacklaut /ʔ/ wird mit einem Apostroph ’ geschrieben und am Ende von Wörtern meist vermieden, besonders im östlichen Dialekt, wo er nicht ausgesprochen wird.
- /dʒ/
  - /dʒ/ wird ts im östlichen Dialekt (die Schreibung spiegelt die Aussprache wider). Sieben ist tsá:ta [dzaːda].
  - /dʒ/ wird tsi im zentralen Dialekt geschrieben. Sieben ist tsiá:ta [dʒaːda].
  - /dʒ/ wird tsy im westlichen Dialekt geschrieben. Sieben ist tsyá:ta [dʒaːda].
- /j/
  - /j/ wird normalerweise i im zentralen und östlichen Dialekt geschrieben. Sechs ist ià:ia’k [jàːjaʔk].
  - /j/ wird gewöhnlich y im westlichen Dialekt geschrieben. Sechs ist yà:ya’k [jàːjaʔk].
- Der Vokal /ʌ̃/ wird en, wie im Englischen one geschrieben, also énska [ʌ̃ska].
- Der Vokal /ũ/ wird on geschrieben, z. B. sha’té:kon [shaʔdɛːɡũ].
- In den Fällen, in denen der Vokal /e/ oder /o/ ist und von einem /n/ in derselben Silbe gefolgt wird, wird das /n/ mit einem Unterstrich geschrieben: keṉhó:tons (Ich schließe gerade die Tür). Wenn das ṉ nicht den Unterstrich hätte, würde der Laut [en] [ʌ̃] ausgesprochen werden.

Der Unterstrich ist nicht Teil der Standardorthografie und wird nicht im zentralen und östlichen Dialekt benutzt.
In der Standardorthografie wird ein /h/ vor dem /n/ eingefügt, um [en] oder [on] zu schreiben: kehnhó:tons (Ich schließe gerade die Tür).
|           | Standard Phonologie | Westliches  | Zentrales   | Östliches   |
| --------- | ------------------- | ----------- | ----------- | ----------- |
| sieben    | /tsjáːta/           | [ˈd͡ʒaːda]   | [ˈd͡ʒaːda]   | [ˈd͡zaːda]   |
| neun      | /tjóhton/           | [ˈdjɔhdũ]   | [ˈɡjɔhdũ]   | [ˈd͡ʒɔhdũ]   |
| Ich falle | /kjaʔtʌʔs/          | [ˈɡjàːdʌ̃ʔs] | [ˈɡjàːdʌ̃ʔs] | [ˈd͡ʒàːdʌ̃ʔs] |
| Hund      | /érhar/             | [ˈɛrhar]    | [ˈɛlhal]    | [ˈɛːɽhaɽ]   |